# Hydroxyde de plomb(II)
Le plomb, soluble dans l’acide nitrique, est faiblement attaqué à température ambiante par l'acide sulfurique et l'acide chlorhydrique. Lorsque le plomb est mis en présence d’acide sulfurique, il se forme une couche protectrice de sulfate, qui protège le métal de l’attaque acide.
Dans l’air, il réagit lentement avec l’eau pour former l’hydroxyde de plomb. L’eau ordinaire contient souvent des sels du plomb qui se déposent sur les conduites, empêchant ainsi la formation de l’hydroxyde de plomb soluble Pb(OH)2 blanc.
En solution, l'hydroxyde de plomb peut être préparé par ajout d'une solution alcaline à une solution d'un sel de plomb (II). On observe alors la précipitation de l'hydroxyde :
{\displaystyle {\ce {Pb^2+ + 2 OH^- <=>> Pb(OH)2 v}}}
L'hydroxyde de plomb est amphothère. En milieu très basique, il se redissout pour former le complexe tétrahydroxoplombate (II) :
{\displaystyle {\ce {Pb(OH)2 + 2 OH^- <=>> [Pb(OH)4]^2-}}}